# Laetitia Casta

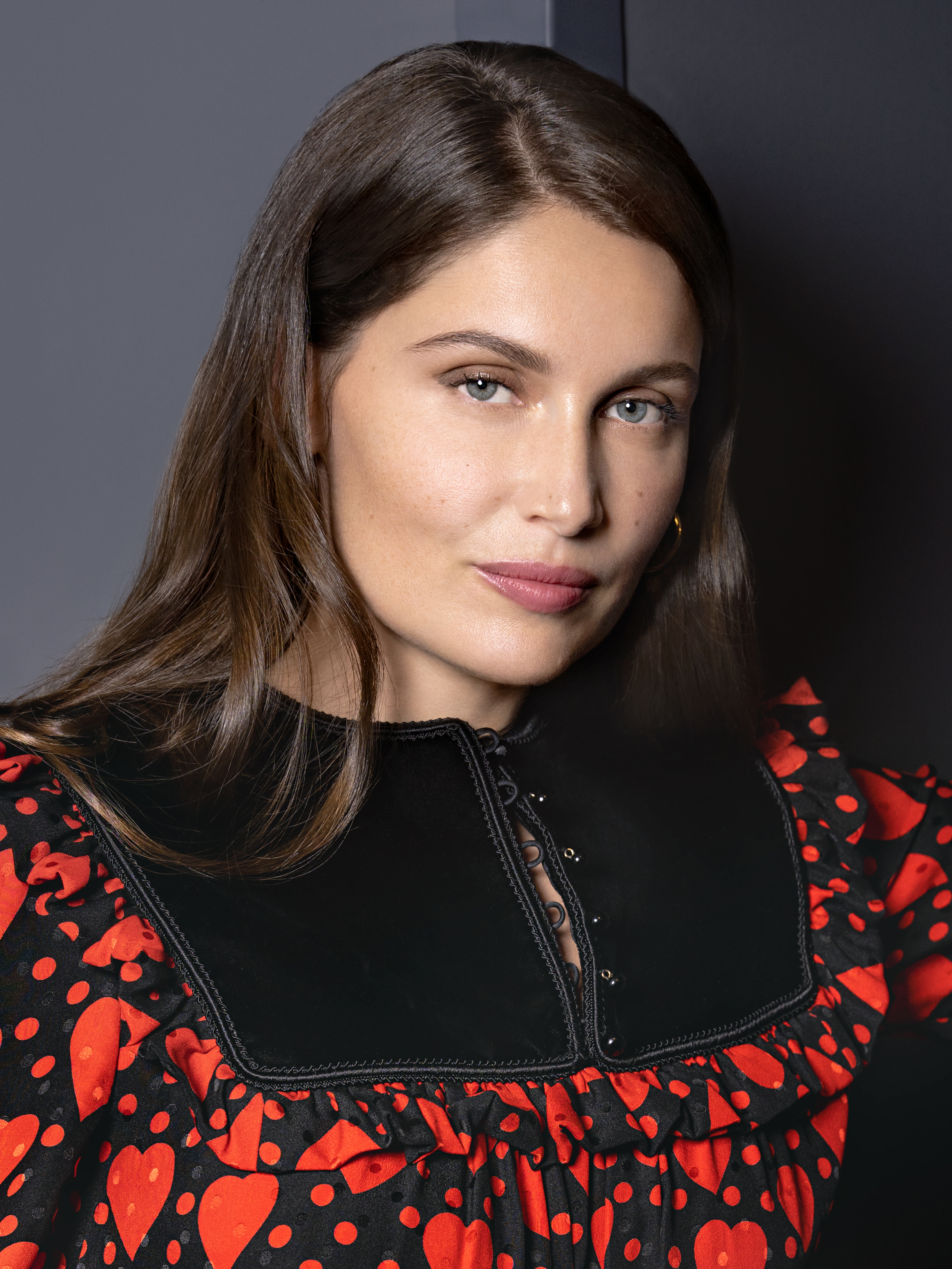
Laetitia Casta (2020)

Laetitia Maria Laure Casta (* 11. Mai 1978 in Pont-Audemer) ist eine französische Schauspielerin sowie ein international bekanntes Model.

## Leben und Karriere
Casta ist die Tochter von Dominique Casta und Line Blin; sie hat einen älteren Bruder, Jean-Baptiste, und eine jüngere Schwester, Marie-Ange.
Casta verbrachte ihre Kindheit in der Normandie, der Heimat ihrer Mutter, und besuchte mit ihren Eltern häufig Lumio in Korsika, die Heimat ihres Vaters. Dort wurde sie mit 15 Jahren von einem Fotografen der Pariser Agentur Madison Models entdeckt. International bekannt wurde sie durch ihre Abbildung auf der Titelseite der Zeitschrift Elle.
Seit Ende der 1990er Jahre ist Casta als Schauspielerin tätig und wurde dem deutschen Publikum als Dorfschönheit Falbala in der Verfilmung von Asterix und Obelix gegen Caesar bekannt. Für ihre Darstellung der Brigitte Bardot in der Filmbiografie Gainsbourg – Der Mann, der die Frauen liebte (2010) erhielt sie 2011 eine César-Nominierung.
1999 wurde Casta von den französischen Bürgermeistern als Modell für die Marianne-Büste der folgenden Dekade ausgewählt. Vorgängerin war seit 1989 das Model Inès de la Fressange.
Casta ist Patin des 2. Fallschirmjägerregiments der Fremdenlegion.
2012 wurde sie in die Wettbewerbsjury der Filmfestspiele von Venedig berufen.
Erstmals führte sie im Jahr 2016 bei dem Kurzfilm En Moi Regie.

## Privatleben
Am 18. Oktober 2001 brachte Laetitia Casta eine Tochter zur Welt, deren Vater Castas damaliger Freund der Modefotograf Stéphane Sednaoui ist. Später war sie mit dem italienischen Schauspieler Stefano Accorsi liiert. Im September 2006 wurde das Paar Eltern eines Sohnes und im August 2009 Eltern einer Tochter. 2013 kam es zur Auflösung der Verlobung und bald darauf zur Trennung. Ab 2015 war Casta mit dem französischen Schauspieler und Regisseur Louis Garrel zusammen. 2017 heirateten die beiden auf Korsika. Im März 2021 wurden Casta und Garrel Eltern eines Sohnes.

## Filmografie
- 1999: Asterix und Obelix gegen Caesar (Astérix et Obélix contre César)
- 2000: Das blaue Fahrrad (La bicyclette bleue, Fernsehserie)
- 2000: Gitano
- 2001: Die starken Seelen (Les âmes fortes)
- 2002: Straße der heimlichen Freuden (Rue des plaisirs)
- 2003: Der Irrläufer (Errance)
- 2004: Luisa Sanfelice (Fernsehfilm)
- 2006: La déraison du Louvre
- 2006: Le grand appartement
- 2008: Liebe und Revolution (Nés en 68)
- 2008: La jeune fille et les loups
- 2009: Visage
- 2010: Gainsbourg – Der Mann, der die Frauen liebte (Gainsbourg (vie héroïque))
- 2011: The Island
- 2011: Das Haus der Geheimnisse (Derrière les murs)
- 2011: Krieg der Knöpfe (La nouvelle guerre des boutons)
- 2012: Arbitrage
- 2012: Do not Disturb
- 2013: Streng (Une histoire d’amour)
- 2014: A Woman as a Friend (Una donna per amica)
- 2014: French Women – Was Frauen wirklich wollen (Sous les jupes des filles)
- 2014: Des lendemains qui chantent
- 2015: Arletty, A Guilty Passion (Arletty, une passion coupable, Fernsehfilm)
- 2015: The Apaches (Des Apaches)
- 2018: Ein Mann zum Verlieben (L'Homme fidèle)[8]
- 2018: Der Palast des Postboten (L'incroyable histoire du facteur Cheval)
- 2019: Das Flirren am Horizont (Le milieu de l’horizon)
- 2019: Die Frau aus dem Meer (Une île, Fernsehserie)
- 2021: La croisade
- 2021: Lui
- 2022: Coma (nur Stimme)
- 2022: Selon la police
- 2023: Le consentement
- 2023: Le bonheur est pour demain
- 2024: Una storia nera

## Musikvideos
- 1996: Chris Isaak – Baby Did A Bad Bad Thing
- 1998: I Muvrini feat. Sting – Terre D’Oru (Fields of Gold)
- 2010: Rihanna – Te Amo